# Bassum
Bassum est une ville de Basse-Saxe en Allemagne.

## Géographie

### Localisation
Bassum se trouve dans l’arrondissement de Diepholz, à 25 km au sud de Brême. Le Klosterbach serpente dans Bassum. 
 Le Bassumer Utkiek est une ancienne décharge de 87 mètres de haut. C'est le point culminant de l'arrondissement de Diepholz.

### Subdivisions
La ville de Bassum se compose de seize quartiers (Ortsteile).
- Albringhausen
- Apelstedt (avec Pannstedt)
- Bramstedt (avec Bünte et Röllinghausen)
- Eschenhausen
- Groß Henstedt
- Groß et Klein Ringmar
- Hallstedt
- Hollwedel (avec Dimhausen, Möhlenhof, Hilken, Katenkamp, Nüstedt, Klein et Groß Hollwedel)
- Neubruchhausen (avec Freidorf)
- Nienstedt
- Nordwohlde (avec Stütelberg, Fesenfeld, Kastendiek, Steinforth, Högenhausen, Kätingen et Pestinghausen)
- Osterbinde
- Schorlingborstel (avec Ebersheide, Lowe et Kolloge)
- Stühren
- Wedehorn
- Bassum (chef-lieu)

### Communes limitrophes
| Beckeln, Dünsen, Kirchseelte | Stuhr                              | Syke    |
|                              | Bassum                             | Süstedt |
| Twistringen                  | Schwaförden, Scholen, Neuenkirchen |         |

## Histoire
| Appartenances historiques Comté de Hoya 1202-1345 Comté de Hoya-Nienburg 1345-1497 Comté de Hoya 1497-1582 Landgraviat de Hesse-Cassel 1705-1803 Électorat de Hesse 1803-1807 Royaume de Westphalie 1807-1811 Empire français (Bouches-du-Weser) 1811-1814 Royaume de Hanovre 1814-1866 Royaume de Prusse (Province de Hanovre) 1866-1918 République de Weimar 1918-1933 Reich allemand 1933-1945 Allemagne occupée 1945-1949 Allemagne 1949-présent |

Il y a une très veille place de thing à Bassum qui montre que le territoire de la ville a été colonisé plus tôt.
858 : la femme noble Liutgart a donné son héritage pour créer une abbaye de chanoinesses (Damenstift). Cette abbaye a été bénie par Archevêque Anschaire de Brême comme monastère de Birxinon (Bassum). Le comte de Hoya a institué la Réforme protestante par an 1541.
Le château fort de Freudenberg (Freudenburg) a été édifié par les comtes de Hoya approximativement 1230. Le château de fort était mentionné pour la première fois en 1388 comme « Slot Vroydenbergh ». De 1852 à 1879 l'amtsgericht était son siège dans le château fort de Freudenberg.
Les trois Flecken de Bassum, Loge et Freudenberg se sont unis le 1er juin 1896 au nouveau Flecken de Bassum. Bassum a reçu les droits municipaux le 16 novembre 1929 du gouvernement prussien.
Par la réforme territorial entre 1972 et 1978 en Basse-Saxe, Bassum et quinze communes avoisinantes ont été unies. De 1932 à 1977 Bassum faisait partie de l'arrondissement du comté de Hoya, puis de l'arrondissement de Diepholz depuis 1977.

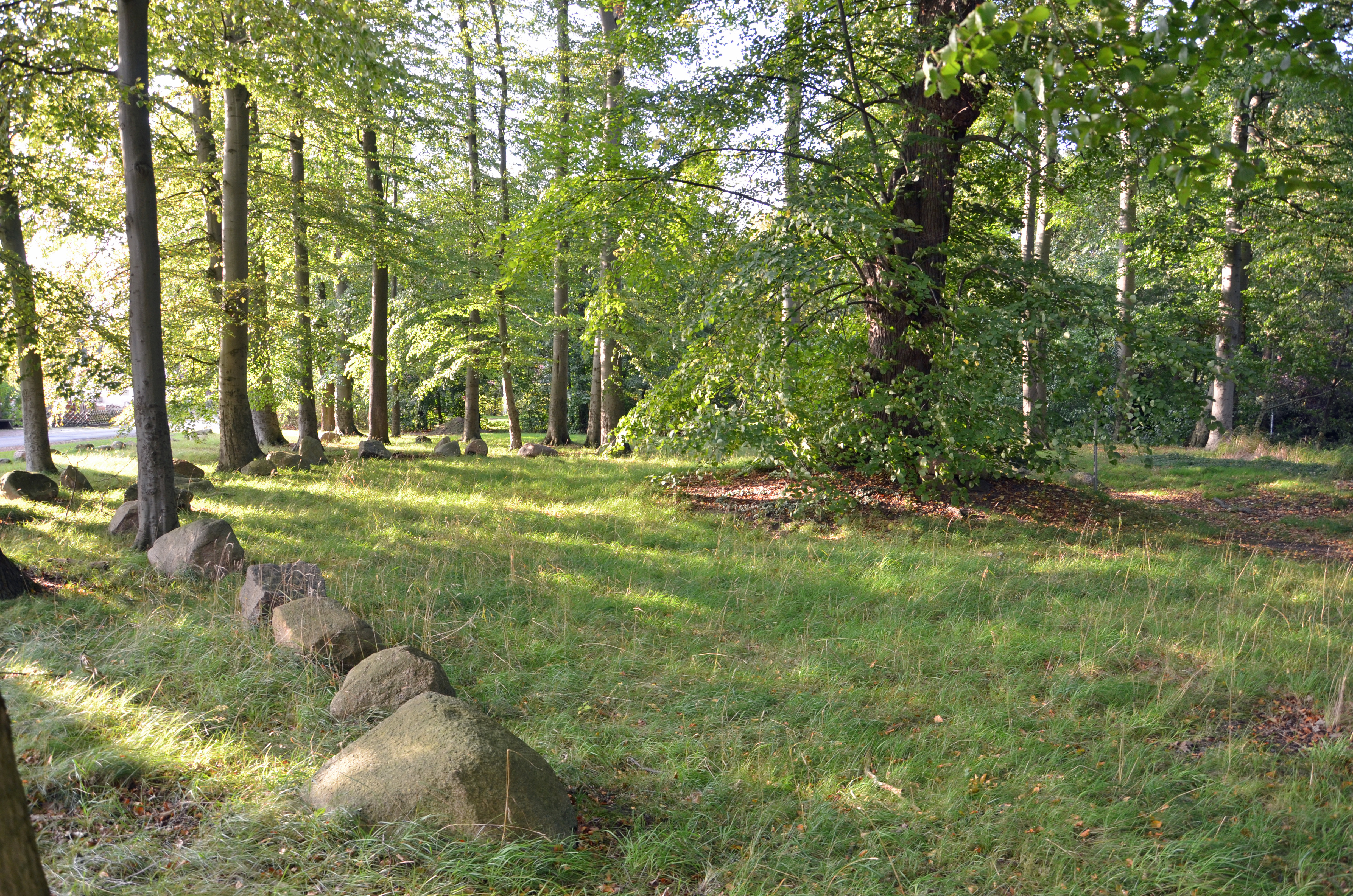
Thing
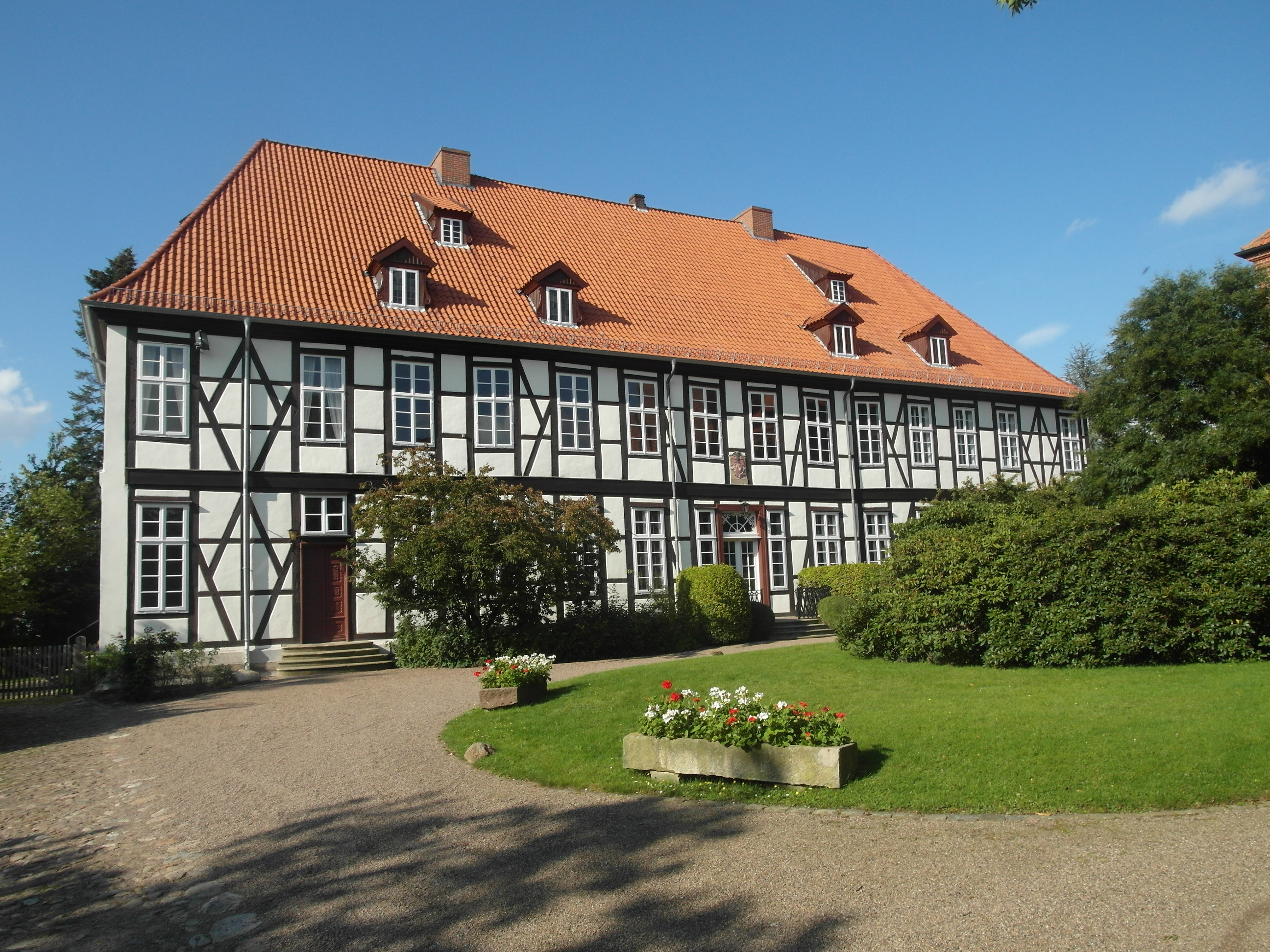
L'abbaye des chanoinesses (Stift) de Bassum
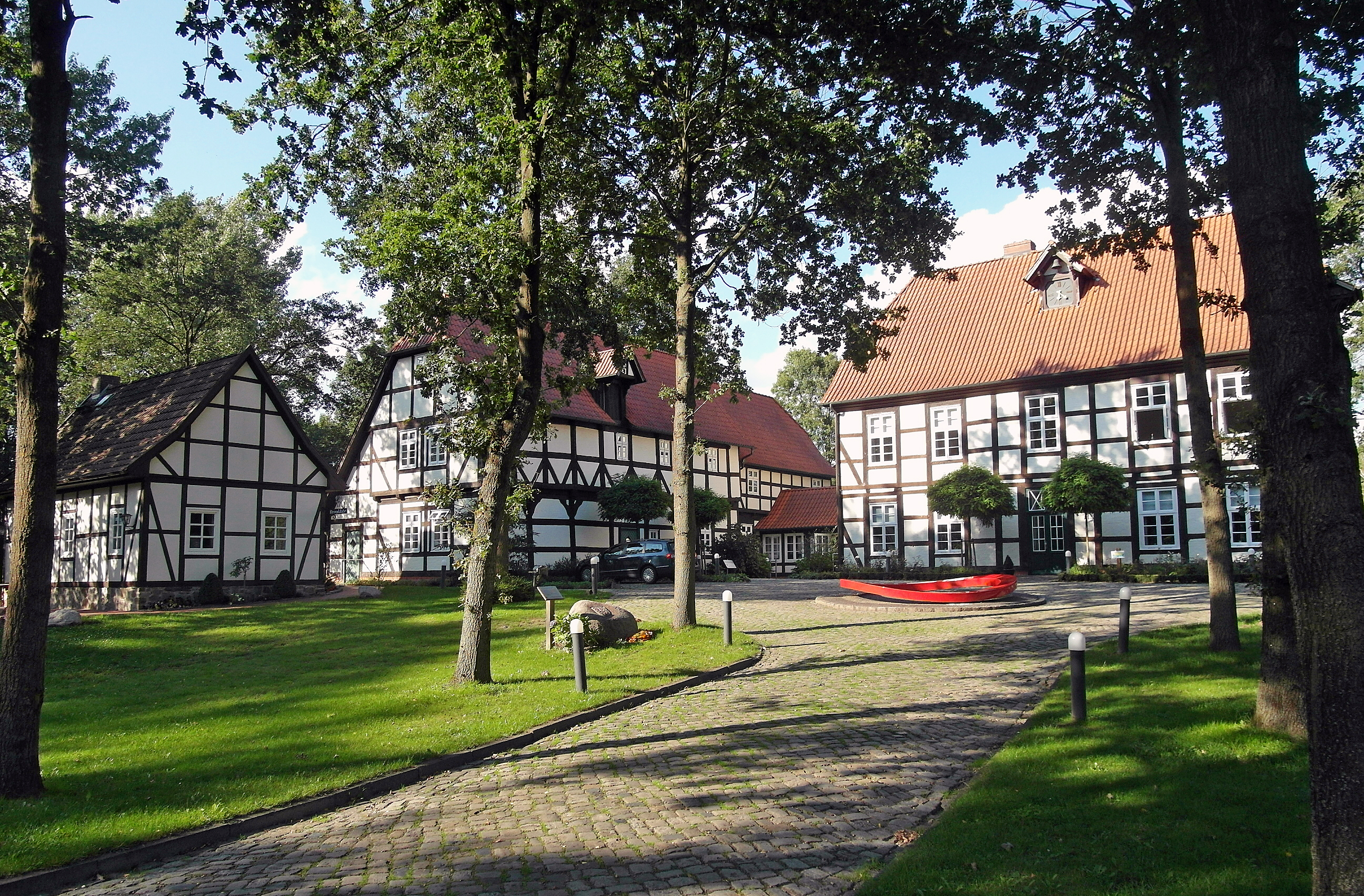
Le château de fort de Freudenberg
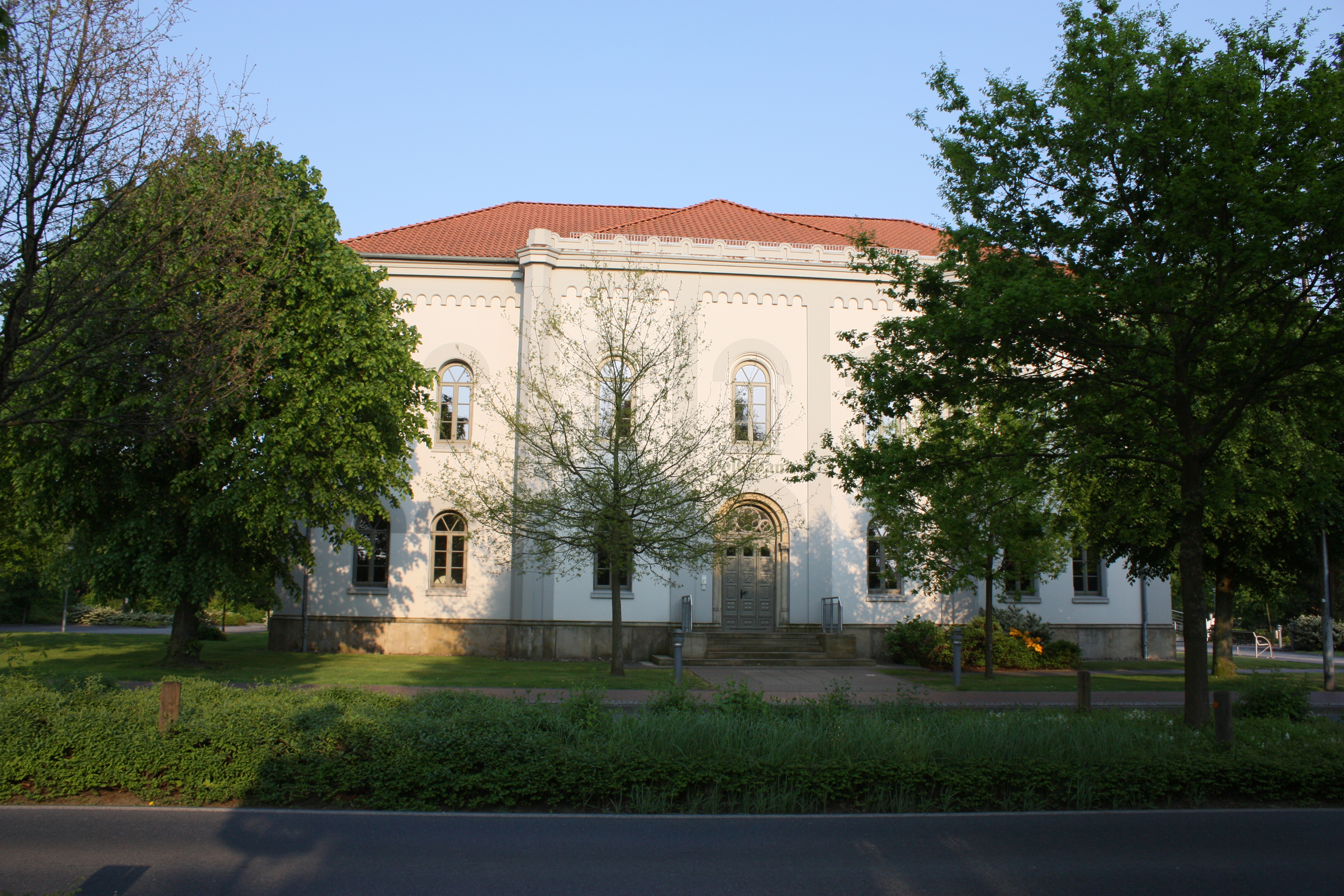
L'ancien Amtsgericht de 1879 à 1966
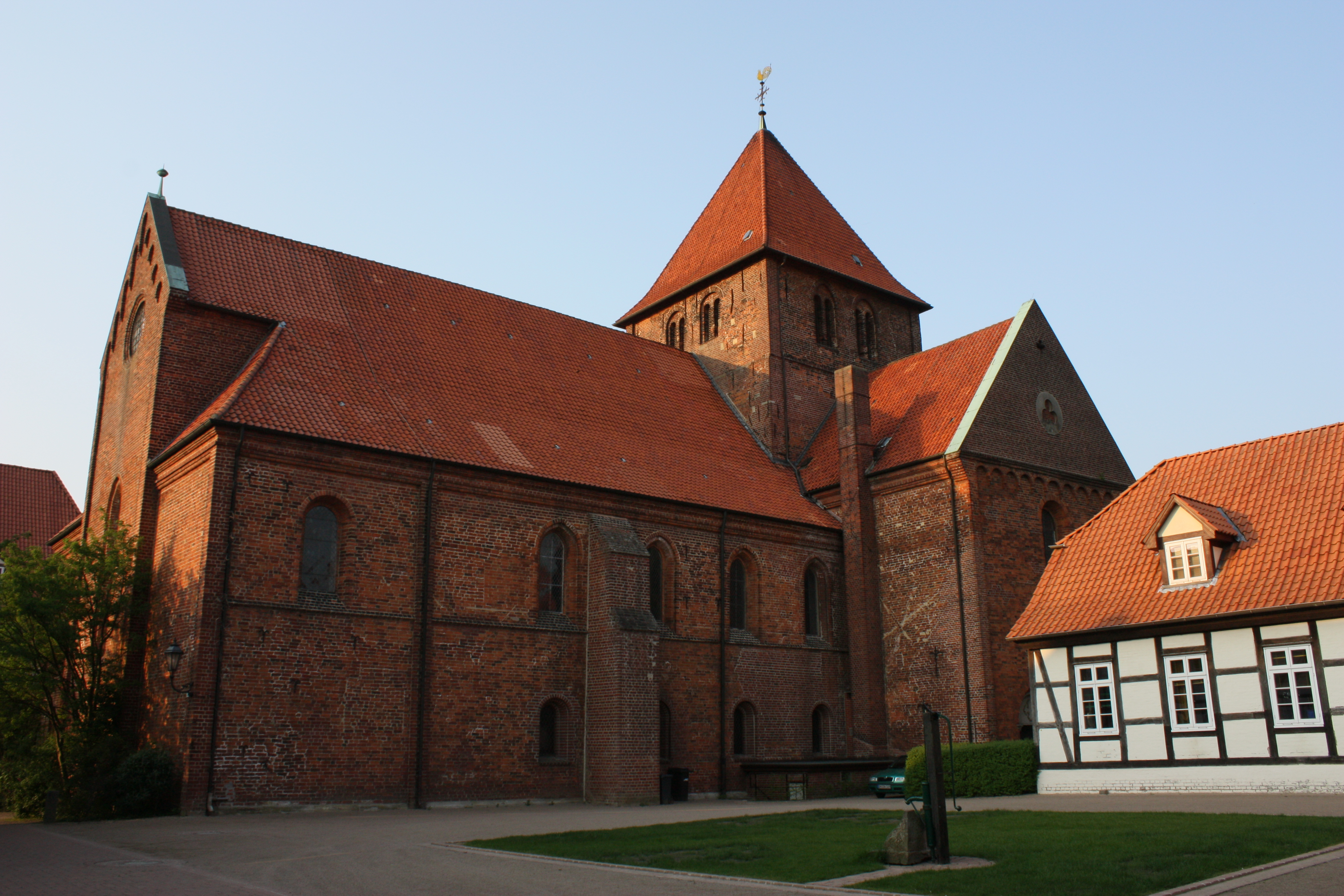
L'abbatiale (Stiftskirche) de Bassum

## Politique

### Conseil municipal
Lors de l'élection municipale de septembre 2011 le conseil municipal se compose de trente élus et le bourgmestre.
|      | CDU | SPD | Bürger-Block | GRÜNE | LINKE | Bourgmestre | Gesamt |
| 2006 | 12  | 8   | 9            | 1     | -     | 1           | 31     |
| 2011 | 11  | 7   | 6            | 5     | 1     | 1           | 31     |

### Bourgmestre
Le bourgmestre de Bassum est Christian Porsch depuis 2014. Ses adjoints sont Cathleen Schorling (CDU) et Bärbel Ehrich (SPD).
| Période       | Période  | Identité          | Étiquette    | Qualité |
| ------------- | -------- | ----------------- | ------------ | ------- |
| 1896          | 1901     | Lienhop           |              |         |
| 1901          | 1906     | Wilhelm Schweers  |              |         |
| 1906          | 1908     | Theodor Schrader  |              |         |
| 1908          | 1914     | Paul Ernesti      |              |         |
| 1914          | 1932     | Alfred Ehrig      |              |         |
| 1932          | 1934     | Johann Brems      |              |         |
| 1934          | 1945     | Dr. Alfred Lange  |              |         |
| 1945          |          | Heinrich Keuneke  |              |         |
| 1945          | 1946     | Otto Mallow       |              |         |
| 1946          | 1948     | Wilhelm Lorenz    |              |         |
| 1948          | 1952     | Hermann Rathkamp  | SPD          |         |
| 1952          | 1958     | Hermann Dierks    | DP           |         |
| 1958          | 1968     | Hermann Schröder  | CDU          |         |
| 1968          | 1972     | Hermann Steinecke | CDU          |         |
| 1972          | 1988     | Reinhard Bernhard | CDU          |         |
| 1988          | 1996     | Helmut Zurmühlen  | CDU          |         |
| 1996          | 2001     | Gerhard Stötzel   |              |         |
| 2001          | 2014     | Wilhelm Bäker     |              |         |
| novembre 2014 | En cours | Christian Porsch  | Bürger-Block |         |

### Héraldique
Le blason de la ville de bassum date du 24 novembre 1927. Le blason est divisé en deux parties, la moitié en haut montre trois feuilles vertes des tilleuls. Bassum a reçu le titre « Lindenstadt » (Ville des tilleuls) parce qu'il y a beaucoup des tilleuls. Les trois feuilles des tilleuls symbolisent l'union des trois Flecken de Bassum, Loge et Freudenberg 1896. 

Les deux griffes d'ours sur la moitié inférieure, car les griffes d'ours symbolisent le comté de Hoya. Le blason est surmonté d'une couronne murale que symbolise le Freudenburg. Le blason est tenu par deux chevaux blancs qui symbolisent le Land de Basse-Saxe. Les couleurs de la ville sont le vert, le banc et le jaune.

### Jumelages
- Fresnay-sur-Sarthe (France), depuis 1972[6]
- Telšiai (Lituanie), depuis 2009
- Spilsby (Royaume-Uni), depuis 2010

## Population et société

### Démographie
| Année     | 1968   | 1978   | 1988   | 1998   | 2007   | 2008   | 2009   | 2010   | 2011   | 2012   |
| --------- | ------ | ------ | ------ | ------ | ------ | ------ | ------ | ------ | ------ | ------ |
| Habitants | 13 843 | 13 968 | 13 859 | 15 643 | 16 176 | 16 125 | 16 899 | 15 870 | 15 818 | 15 442 |

|  |

### Enseignement
- L’enseignement primaire
  - école primaire de Mittelstraße
  - école primaire de Petermoor
  - école primaire de Neubruchhausen
  - école primaire de Nordwohlde
  - école primaire de Bramstedt

- L’enseignement secondaire
  - Oberschule Bassum

- L'enseignement privé
  - Lukas Schule
  - PrinzHöfte Schule

### Santé
L'hôpital de Bassum fait partie de l'Alexianer Landkreis Diepholz. Il y a des départements de chirurgie générale et chirurgie viscérale, d'anesthésie, de médecine interne, gastro-entérologie et cardiologie, de chirurgie plastique et de gynécologie.

### Secourisme
- Sapeurs-pompiers volontaires de Bassum (Freiwillige Feuerwehr Bassum)
  - Ortsfeuerwehr d'Albringhausen
  - Ortsfeuerwehr d'Apelstedt
  - Ortsfeuerwehr de Bassum
  - Ortsfeuerwehr de Bramstedt
  - Ortsfeuerwehr de Dimhausen
  - Ortsfeuerwehr d'Eschenhausen
  - Ortsfeuerwehr de Hallstedt
  - Ortsfeuerwehr de Neubruchhausen
  - Ortsfeuerwehr de Nienstedt
  - Ortsfeuerwehr de Nordwohlde
  - Ortsfeuerwehr de Ringmar
  - Ortsfeuerwehr de Wedehorn
- Technisches Hilfswerk
  - Ortsverband de Bassum
- Croix-Rouge allemande
  - Bereitschaft de Bassum
- Deutsche-Lebens-Rettungs-Gesellschaft
  - Ortsgruppe Bassum

### Sports
À Bassum, il y a trois gymnases dans le centre-ville et un gymnase dans les villages de Bramstedt, Neubruchhausen et Nordwohlde. Il y a également beaucoup de terrains de sport à Bassum et les villages environnants.

Le centre de fitness « Vitalis », la piscine couverte et la piscine en plein air se trouvent au cœur de la ville

## Lieux et monuments

### Abbaye de chanoinesses de Bassum
L'abbaye de chanoinesses de Bassum est la plus veille abbaye de chanoinesses de Basse-Saxe. Elle est présidée par une abbesse. L'abbesse actuelle est Isabell von Kameke. Il y a dix chanoinesses, mais seules l'abbesse et son adjointe doivent résider dans l'abbaye.

L'abbaye a été édifiée en 1754, il y a une salle capitulaire et une chambre de chanoine.
Il y a autres bâtiments abbatiaux, le moulin abbatial de 1881 abrite aujourd’hui un bureau du « Diakonisches Werk » et le vieux stockage de 1827. De l'autre côté de la rue il y a l'ancienne « Rentei » d'abbaye qui aujourd'hui abrite une école maternelle protestante.

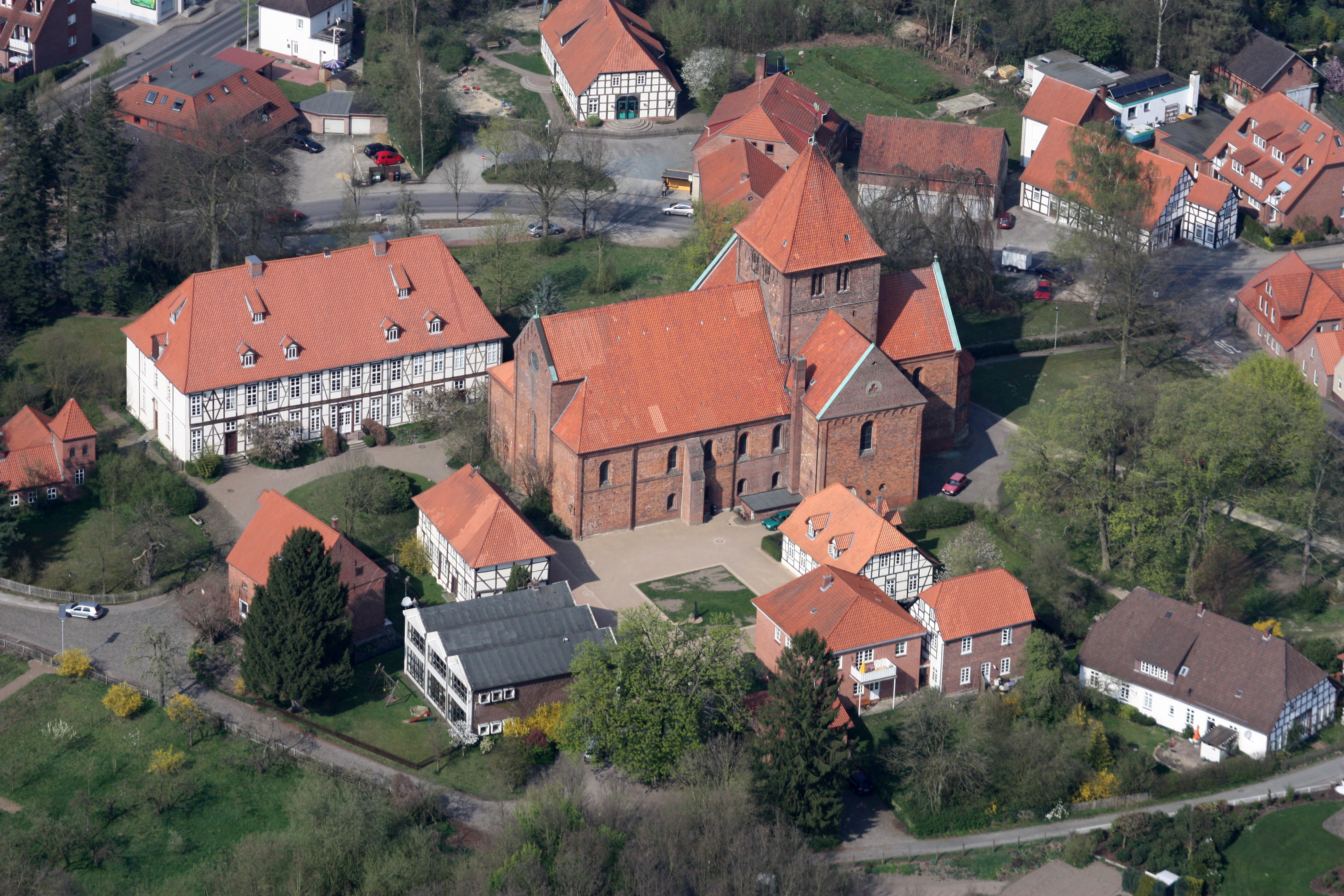
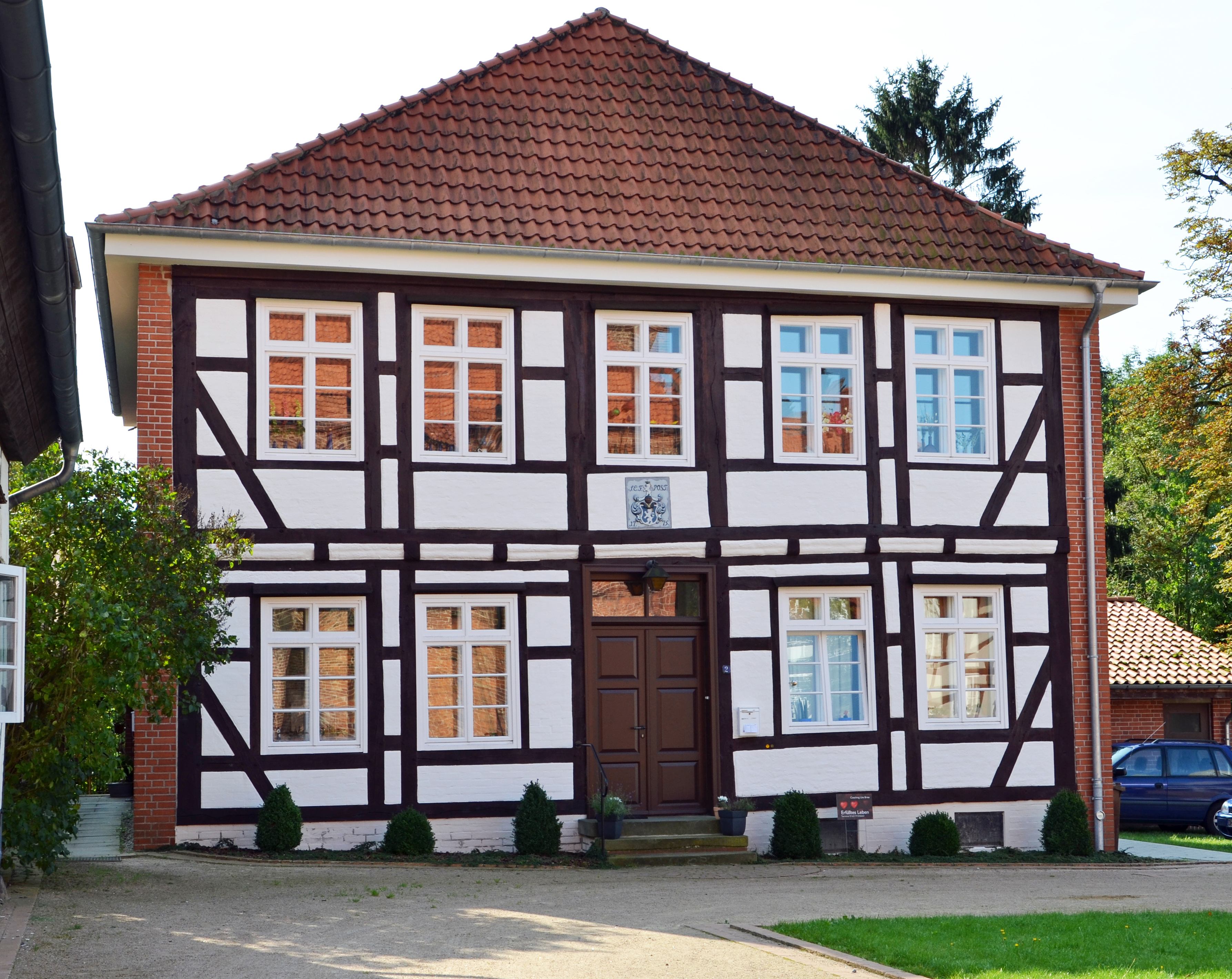
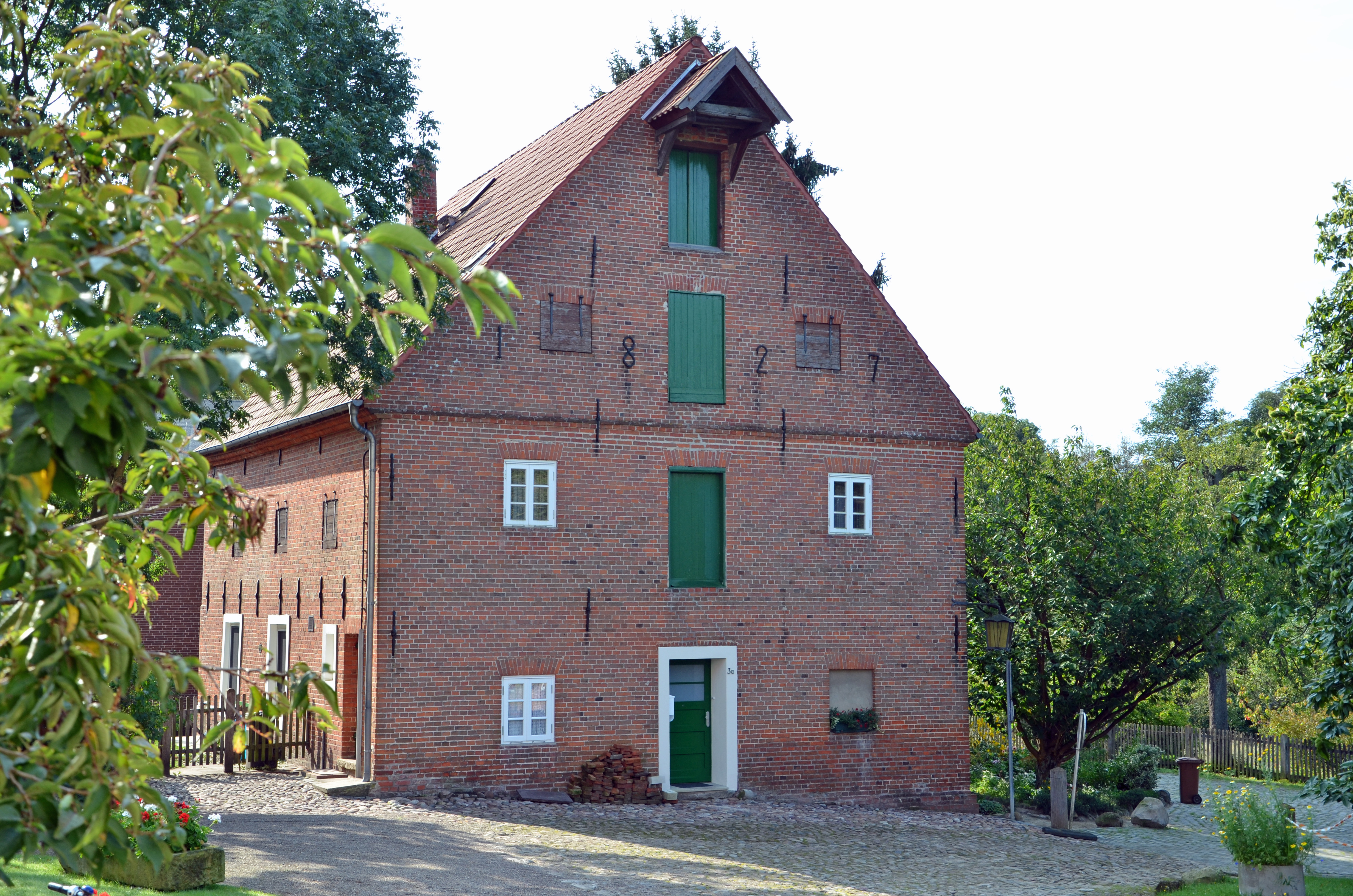
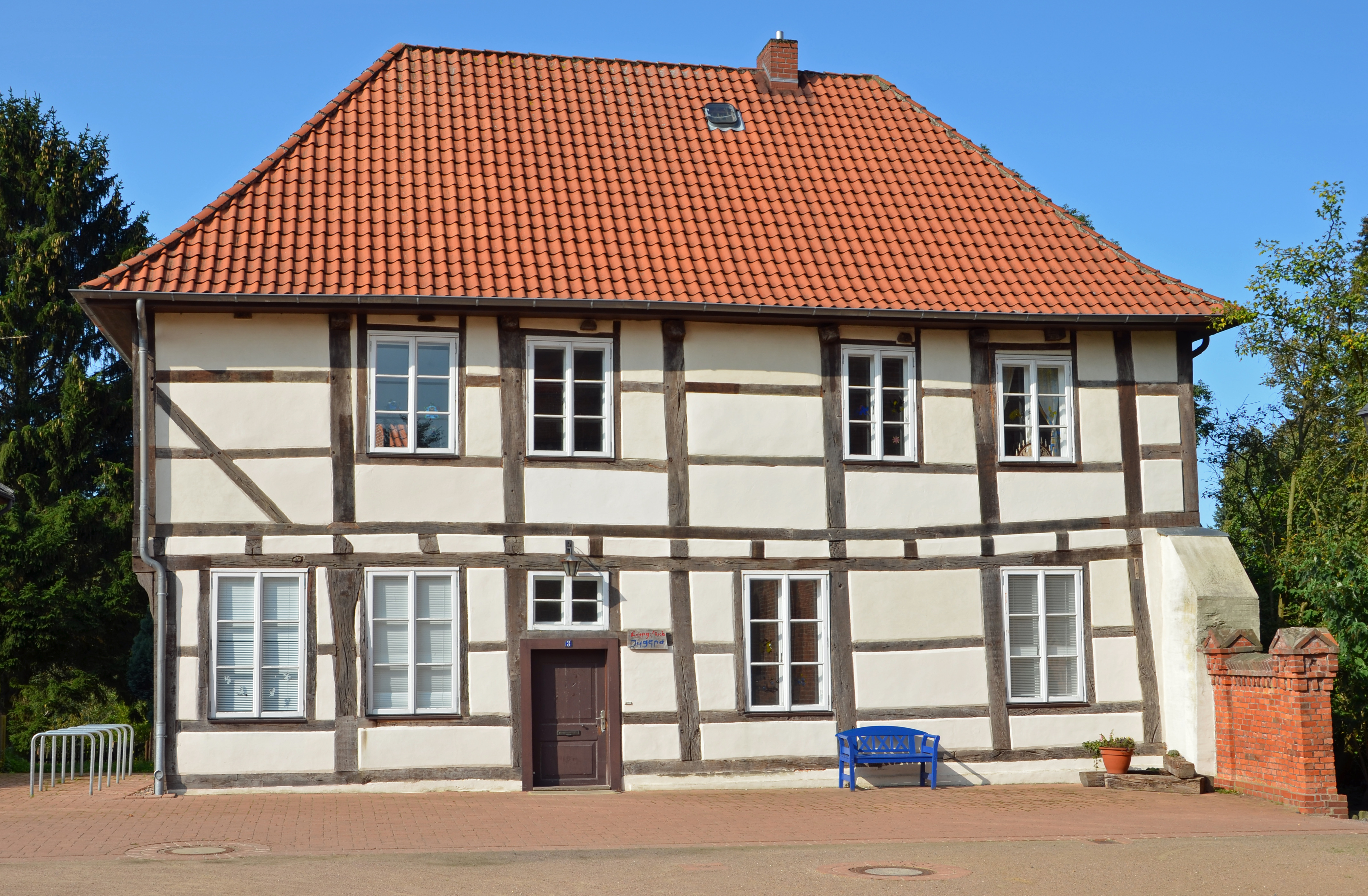

### Église abbatiale de Bassum
L'église abbatiale Saint Maurice et Saint Victor a été édifiée au XIIIe siècle. Les deux tours ouest ont été détruites en 1327 par un incendie et n'ont pas été reconstruites. En 1797, la tour-lanterne de 90 m de haut a été détruite par un incendie, puis a été reconstruite à une hauteur de 45 m. L'équipement médiéval d'église n'existe plus. Conrad Wilhelm Hase a rénové l'église de 1866 à 1869 

### Château fort de Freudenberg (Freudenburg)
1388 le château fort de Freudenberg a été mentionné la première fois comme « Slot Vroydenbergh ». Le plus vieux bâtiment du château fort de Freudenberg est une veille maison de bailli du XIVe siècle. Les maisons à colombages ont été édifiées aux XVIIe siècle. Jusqu’en 1852 les baillis de Freudenberg travaillaient et habitaient dans le château fort. De 1852 à 1879 l'amtsgericht avait son siège dans le château fort de Freudenberg, de 1879 à 1966 l’amtsgericht avait son siège dans le centre-ville, mais le juge habitait dans le château fort. Depuis 1993 le « Europäisches Seminar- und Tagungshaus Freudenburg » de la volkshochschule de l'arrondissement de Diepholz se trouve dans le château fort.

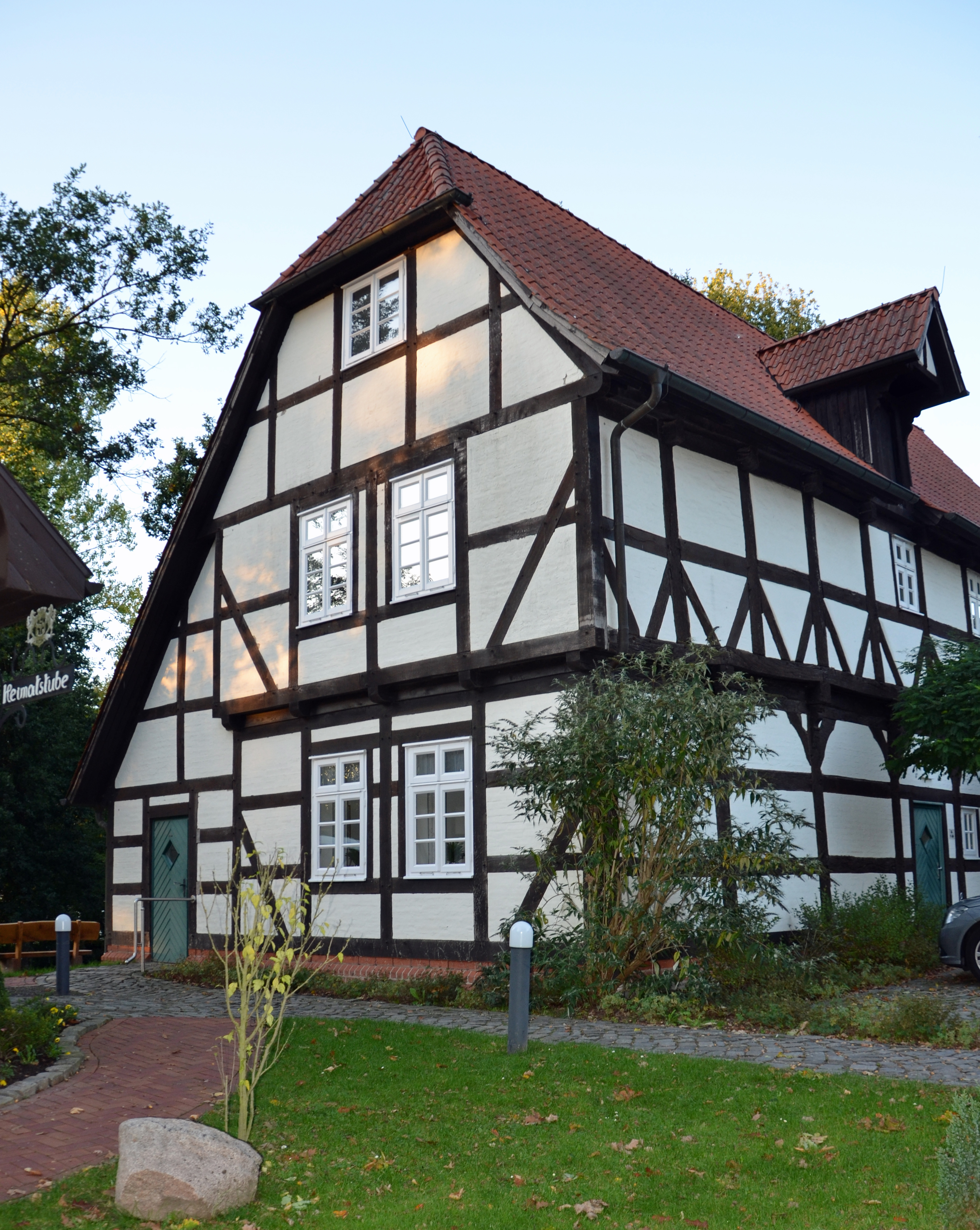
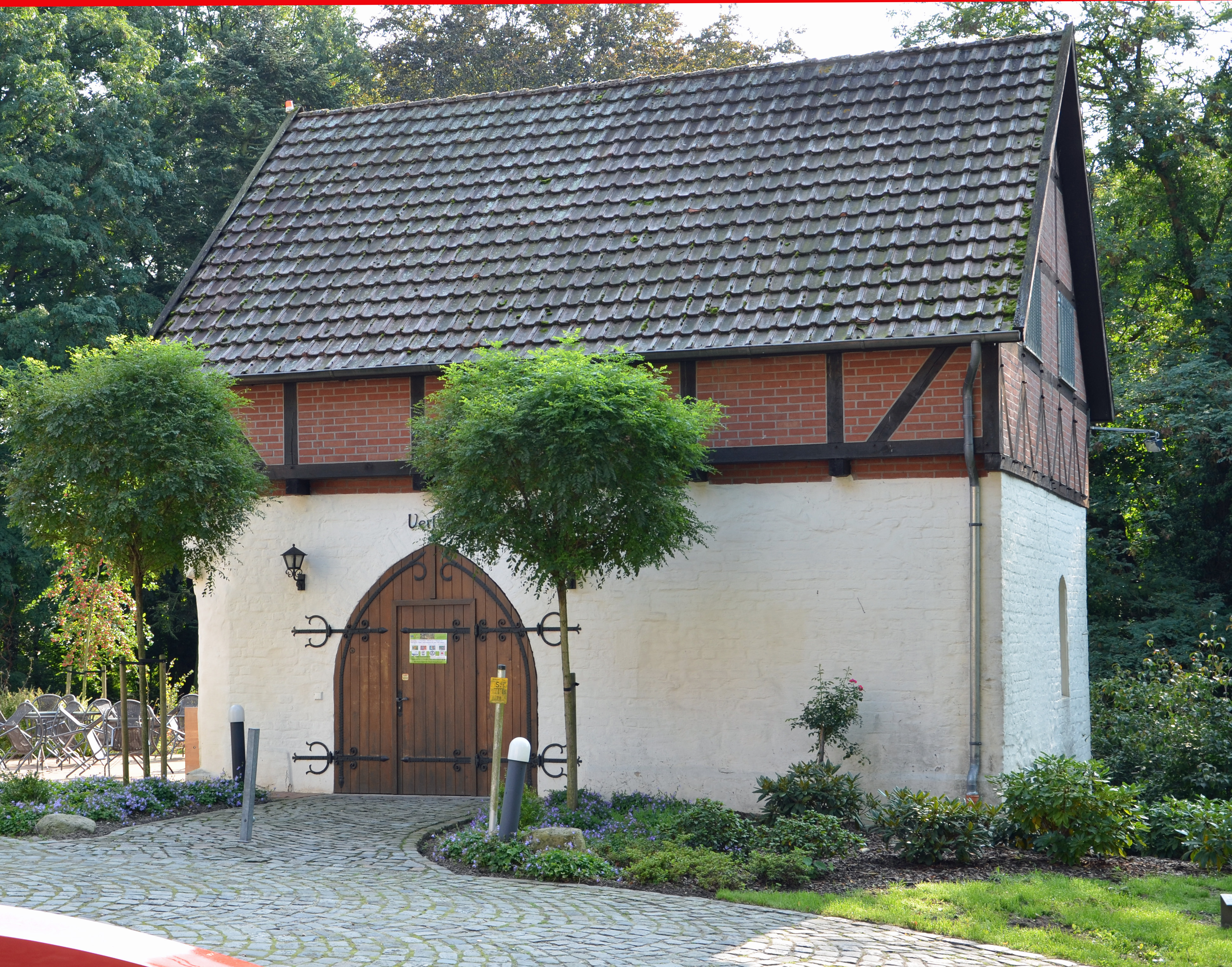
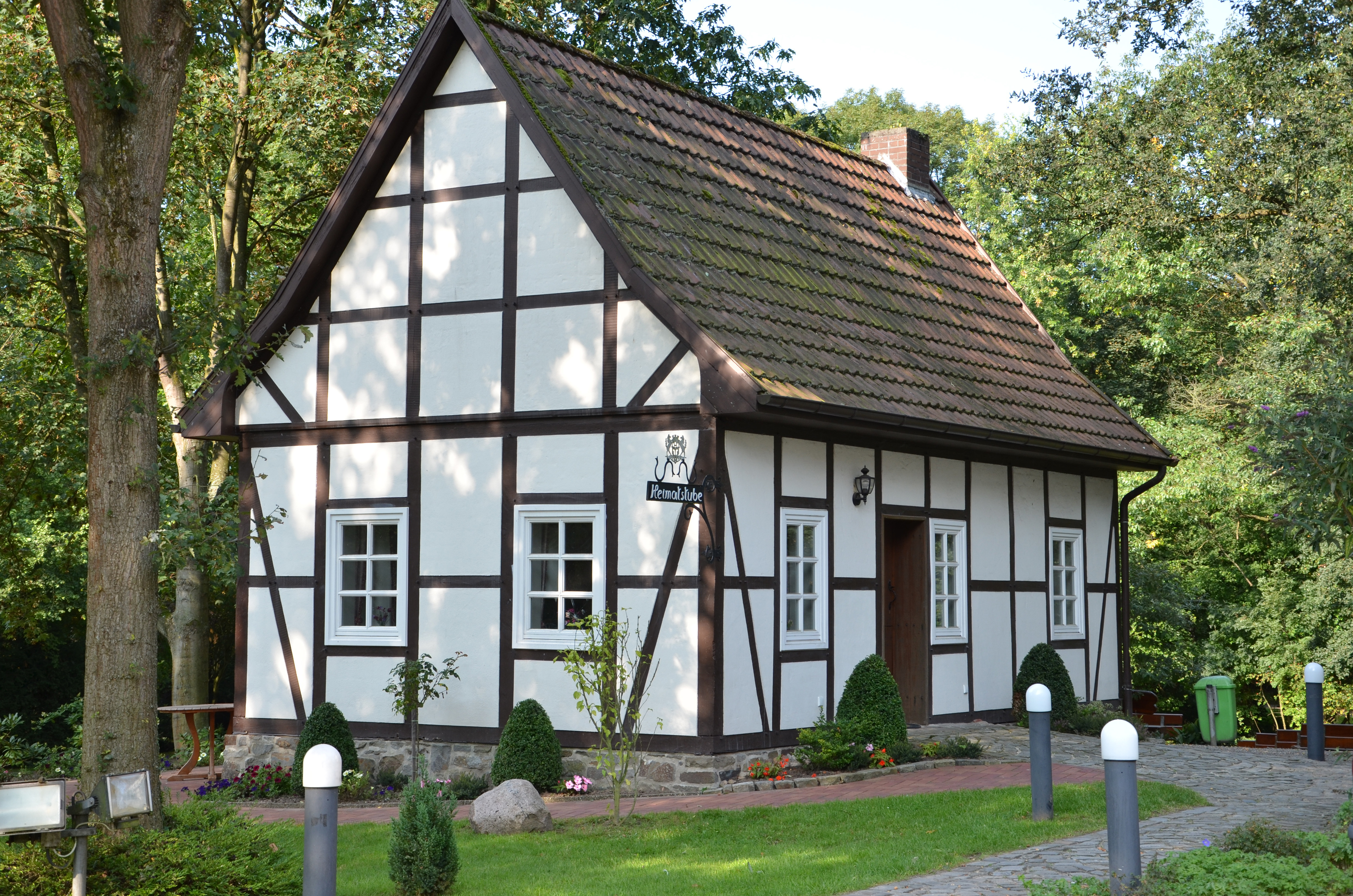

### Cimetière juif
Dans le cimetière juif de Bassum se trouvent 28 pierres tombales de juives et neuf pierres tombales de prisonniers de guerre russes. Les juifs y furent enterrés de 1840 à 1937.

## Personnalités liées à la commune
- Anna Henkes (née le 24 novembre 1984 à Bassum), une joueuse allemande de volley-ball.
- Christian Schulz (né le 1er avril 1983 à Bassum), un footballeur allemand de Hanovre 96.
- Günter Scharein (né le 27 avril 1949 à Bassum), un peintre allemand.